# Myrcia gomidesioides
Myrcia gomidesioides är en myrtenväxtart som beskrevs av Hjalmar Frederik Christian Kiaerskov. Myrcia gomidesioides ingår i släktet Myrcia och familjen myrtenväxter. Inga underarter finns listade i Catalogue of Life.